# Palacinos
Palacinos es una localidad española perteneciente al municipio salmantino de Añover de Tormes, en la comunidad autónoma de Castilla y León.

## Historia
Palacinos, por entonces agregada al ayuntamiento de Palacios del Arzobispo, contaba hacia mediados del siglo XIX con una población de 37 habitantes. La localidad aparece descrita en el duodécimo volumen del Diccionario geográfico-estadístico-histórico de España y sus posesiones de Ultramar de Pascual Madoz de la siguiente manera:

PALACINOS: ald. agregada al ayunt. de Palacios del Arzobispo, en la prov. y dióc. de Salamanca, part. jud. de Ledesma. Se compone de 8 vec. y 37 alm., y su terreno participa en un todo de las circunstancias del de su ayuntamiento.
(Madoz, 1849, p. 518)

La localidad, perteneciente en la actualidad al municipio de Añover de Tormes, contaba en 2021 con una población de 14 habitantes.